# 中野財閥
中野財閥（なかのざいばつ）は、かつて新潟市に存在した地方財閥。

## 歴史
中野家の祖先は越前朝倉氏最後の当主・朝倉義景が織田信長に滅ぼされたことによって、迫害を避けるため海路で越後に逃れ、後に新潟に土着し商売を始めたのが始まりだった。
中野財閥は新潟三大財閥（斎藤喜十郎財閥、鍵冨三作財閥、新潟白勢財閥）には数えられなかったものの、それらに次ぐ規模の財閥であった。鉄道と海運を経営し、「新潟交通と言えば中野家」と称されるほど、交通分野では他の財閥の追随を許さなかった。また電力事業にも参入し、新潟電灯株式会社（東北電力の一部となり消滅）を設立。新潟の近代化に大きく寄与した。
第二次世界大戦後、GHQ（連合国軍最高司令官総司令部）による財閥解体の指令により解体された。
現在事業を継承している会社は新潟交通、新潟日産自動車など。